# Hyla bocourti
Hyla bocourti és una espècie de granota pertanyent a la família dels hílids. Viu a prats tropicals i subtropicals, i aiguamolls d'aigua dolça situats a una altitud de 1.300-1.536 m. Es troba a Baja Verapaz i Alta Verapaz (Guatemala).
La seua principal amenaça és la indústria de plantes ornamentals, ja que requereix l'ús intensiu de plaguicides i fungicides perquè les flors tallades i falgueres exportades als països del Primer Món han d'estar completament lliures d'insectes i d'altres organismes. Això comporta que, a les àrees on hi ha moltes d'aquestes granges de plantes ornamentals, els corrents d'aigua estiguin molt contaminats i afectin el benestar d'aquesta espècie. A més, també es veu afectada per la quitridiomicosi.